# Frosttag
Ein Frosttag ist die meteorologisch-klimatologische Bezeichnung für einen Tag, an dem das Minimum der Lufttemperatur unter 0 °C liegt. Gemessen wird in einer Standard-Wetterhütte in zwei Meter Höhe. Liegt an diesem Tag jedoch auch das Maximum der Lufttemperatur, die Tageshöchsttemperatur, unter 0 °C, so spricht man zusätzlich von einem Eistag, wobei man die Frosttage, die keine Eistage sind, als Frostwechseltag bezeichnet.
Alle anderen Tage, also Tage, an denen das Thermometer nie unter den Gefrierpunkt sinkt, nennt man Tautag – der Begriff ist nur für Tage des Winterhalbjahres sinnvoll, oder für das Hochgebirge und andere Permafrostgebiete.
Weil die Lufttemperatur in zwei Metern Höhe über dem Boden gemessen wird, zählt ein Tag mit Bodenfrost nicht automatisch als Frosttag, umgekehrt herrscht auch nicht an jedem Frosttag Bodenfrost, wenn die Sonne stark genug ist, die Oberfläche anzutauen, oder Eisbedeckung zu sublimieren.
Meistens wird im Plural von Frosttagen gesprochen. Damit wird vor allem die Anzahl der Frosttage für einen bestimmten Zeitraum angegeben, also meist eines Monats, Winters oder Jahres. Die Frostwechseltage sind die Differenz zwischen Frost- und Eistagen. Sie sind klimatische Kennwerte eines Ortes oder eines speziellen Messzeitraums.

## Liste von Messwerten an einem Ort
| Ort                        | Staat              | Höhe * | d/a ∗∗ | Mittelungsperiode ∗∗∗ |
| -------------------------- | ------------------ | ------ | ------ | --------------------- |
| Bregenz                    | Österreich         | 424    | 61,0   | 1993–2019             |
| Neusiedl                   | Österreich         | 135    | 77,3   | 1971–2000             |
| Graz-Uni                   | Österreich         | 366    | 97,8   | 1971–2000             |
| Innsbruck-Uni              | Österreich         | 578    | 96,7   | 1971–2000             |
| Klagenfurt                 | Österreich         | 447    | 129,0  | 1971–2000             |
| Linz (Flughafen Hörsching) | Österreich         | 298    | 94,8   | 1971–2000             |
| Sankt Pölten               | Österreich         | 272    | 85,7   | 1971–2000             |
| Salzburg-Flughafen         | Österreich         | 430    | 93,6   | 1971–2000             |
| Sonnblick 2                | Österreich         | 3105   | 310,2  | 1971–2000             |
| Wien-Innere Stadt          | Österreich         | 171    | 50,4   | 1971–2000             |
| Zwettl-Stift 1             | Österreich         | 505    | 140,9  | 1971–2000             |
| Bozen-LKH                  | Italien (Südtirol) | 254    | 97     | 1981–2000             |
| Basel/Binningen            | Schweiz            | 316    | 71,0   | 1961–2009             |
| Bern/Zollikofen            | Schweiz            | 522    | 103,1  | 1961–2009             |
| Davos                      | Schweiz            | 1594   | 203,2  | 1961–2009             |
| Genf (Genève-Cointrin)     | Schweiz            | 420    | 77,8   | 1961–2009             |
| Jungfraujoch 2             | Schweiz            | 3580   | 348,6  | 1961–2009             |
| Lugano                     | Schweiz            | 273    | 34,9   | 1961–2009             |
| Magadino/Cadenazzo         | Schweiz            | 203    | 98,7   | 1961–2009             |
| Samedan                    | Schweiz            | 1708   | 259,2  | 1961–2009             |
| St. Gallen                 | Schweiz            | 775    | 103,4  | 1961–2009             |
| Zürich/Fluntern            | Schweiz            | 555    | 88,3   | 1961–2009             |
| Mainz (Marienborn)         | Deutschland        | 153    | 57,1   | 1991–2017             |
| Dreis-Brück                | Deutschland        | 526    | 87,5   | 1994–2017             |
| Schifferstadt              | Deutschland        | 110    | 56,4   | 1991–2017             |

* Höhe über dem Meeresspiegel
∗∗ d/a … Tage pro Jahr
∗∗∗ Sortiert nach Intervallmitte
1 „Kältepol“ von Österreich
2 Permafrostzone, teils derzeit mit abnehmender Durchfrostung